# 克氏中鋸鯻
克氏中鋸鯻（學名：Mesopristes kneri）為鱸形目鱸亞目鯻科的其中一種，分布於大洋洲斐濟淡水、半鹹水、海域，為特有種，體成紡錘型，側扁，背部高，體色為銀色，體側散布橘色的斑點，魚鰭橙色，尾鰭叉型，成魚棲息在底中層水域，屬雜食性，成魚會保護卵並搧動魚鰭提供足夠的氧，生活習性不明。

## 擴展閱讀
維基物種上的相關：克氏中鋸鯻